# 棚瀬慈郎
棚瀬 慈郎（たなせ じろう、1959年 - ）は、日本の文化人類学者、滋賀県立大学教授。

## 人物・来歴
愛知県生まれ。1990年京都大学大学院文学研究科博士課程研究指導認定退学。2008年「インドヒマラヤのチベット系諸社会における婚姻と家運営 ラホール、スピティ、ラダック、ザンスカールの比較とその変化」で京大博士（人間・環境学）。1995年滋賀県立大学人間文化学部講師、2003年助教授、06年教授。文化人類学・チベット地域研究専攻。

## 著書
- 『インドヒマラヤのチベット世界 「女神の園」の民族誌』明石書店, 2001.12
- 『ダライラマの外交官ドルジーエフ チベット仏教世界の20世紀』岩波書店, 2009.10
- 『旅とチベットと僕 あるいはシャンバラ国の実在について』講談社, 2013.7

共編著
- 『草原と鉱石 モンゴル・チベットにおける資源開発と環境問題』島村一平共編著. 明石書店, 2015.3

### 翻訳
- ゴンポ・タシ『四つの河六つの山脈 中国支配とチベットの抵抗』山手書房新社, 1993.3
- ナクツァン・ヌロ『ナクツァン あるチベット人少年の真実の物語』集広舎, 2020.11

## 論文
- <棚瀬慈郎